# Liste der Europameister im Einer-Kunstradfahren der Frauen
Liste der Europameister im Einer-Kunstradfahren der Frauen
Neuauflage der Europameisterschaft ab 2018.
| Jahr | Ort der Europameisterschaft | Gold        | Silber         | Bronze          |
| ---- | --------------------------- | ----------- | -------------- | --------------- |
| 2018 | Wiesbaden                   | Viola Brand | Adriana Mathis | Nathalie Walter |